# Topshelf Open 2015 - Qualificazioni singolare maschile
Le qualificazioni del singolare maschile del Topshelf Open 2015 sono state un torneo di tennis preliminare per accedere alla fase finale della manifestazione. I vincitori dell'ultimo turno sono entrati di diritto nel tabellone principale. In caso di ritiro di uno o più giocatori aventi diritto a questi sono subentrati i lucky loser, ossia i giocatori che hanno perso nell'ultimo turno ma che avevano una classifica più alta rispetto agli altri partecipanti che avevano comunque perso nel turno finale.

## Teste di serie
1. Chung Hyeon (primo turno)
2. Lucas Pouille (primo turno)
3. Ruben Bemelmans (secondo turno)
4. Tatsuma Itō (qualificato)

1. Adrián Menéndez Maceiras (primo turno)
2. Nicolas Mahut (qualificato)
3. Austin Krajicek (primo turno)
4. Paul-Henri Mathieu (secondo turno)

## Qualificati
1. Illja Marčenko
2. Marco Chiudinelli

1. Nicolas Mahut
2. Tatsuma Itō

### Lucky loser
1. Kenny de Schepper

## Tabellone

### Sezione 1
|  | Primo turno | Primo turno              | Primo turno          | Primo turno | Primo turno |  |  | Secondo turno | Secondo turno        | Secondo turno  | Secondo turno  | Secondo turno |   |   | Ultimo turno | Ultimo turno         | Ultimo turno | Ultimo turno | Ultimo turno |  |
|  |             |                          |                      |             |             |  |  |               |                      |                |                |               |   |   |              |                      |              |              |              |  |
|  | 1           | Chung Hyeon              | Chung Hyeon          | 63          | 4           |  |  |               |                      |                |                |               |   |   |              |                      |              |              |              |  |
|  |             | Nicholas Monroe          | Nicholas Monroe      | 7           | 6           |  |  |               | Nicholas Monroe      | 4              | 7              | 1             |   |   |              |                      |              |              |              |  |
|  | WC          | Max de Vroome            | Max de Vroome        | 4           | 2           |  |  |               | Aisam-ul-Haq Qureshi | 6              | 5              | 6             |   |   |              |                      |              |              |              |  |
|  |             | Aisam-ul-Haq Qureshi     | Aisam-ul-Haq Qureshi | 6           | 6           |  |  |               |                      |                |                |               |   |   |              | Aisam-ul-Haq Qureshi | 4            | 7            | 5            |  |
|  |             | Greg Ouellette           | 3                    | 7           | 3           |  |  |               |                      |                | Illja Marčenko | 6             | 6 | 7 |              |                      |              |              |              |  |
|  |             | Henrique Cunha           | 6                    | 5           | 6           |  |  |               | Henrique Cunha       | Henrique Cunha | 63             | 4             |   |   |              |                      |              |              |              |  |
|  |             | Illja Marčenko           | 67                   | 6           | 6           |  |  |               | Illja Marčenko       | Illja Marčenko | 7              | 6             |   |   |              |                      |              |              |              |  |
|  | 5           | Adrián Menéndez Maceiras | 7                    | 4           | 4           |  |  |               |                      |                |                |               |   |   |              |                      |              |              |              |  |

### Sezione 2
|  | Primo turno | Primo turno           | Primo turno        | Primo turno | Primo turno |  |  | Secondo turno | Secondo turno         | Secondo turno         | Secondo turno         | Secondo turno |   |   | Ultimo turno | Ultimo turno      | Ultimo turno | Ultimo turno | Ultimo turno |  |
|  |             |                       |                    |             |             |  |  |               |                       |                       |                       |               |   |   |              |                   |              |              |              |  |
|  | 2           | Lucas Pouille         | Lucas Pouille      | 2           | 2           |  |  |               |                       |                       |                       |               |   |   |              |                   |              |              |              |  |
|  |             | Marco Chiudinelli     | Marco Chiudinelli  | 6           | 6           |  |  |               | Marco Chiudinelli     | 3                     | 6                     | 6             |   |   |              |                   |              |              |              |  |
|  |             | Alexander Mannapov    | Alexander Mannapov | 4           | 4           |  |  | WC            | Thiemo de Bakker      | 6                     | 4                     | 4             |   |   |              |                   |              |              |              |  |
|  | WC          | Thiemo de Bakker      | Thiemo de Bakker   | 6           | 6           |  |  |               |                       |                       |                       |               |   |   |              | Marco Chiudinelli | 1            | 6            | 6            |  |
|  |             | Alex Kuznetsov        | 67                 | 6           | 5           |  |  |               |                       |                       | Pierre-Hugues Herbert | 6             | 4 | 1 |              |                   |              |              |              |  |
|  |             | Pierre-Hugues Herbert | 7                  | 4           | 7           |  |  |               | Pierre-Hugues Herbert | Pierre-Hugues Herbert | 6                     | 6             |   |   |              |                   |              |              |              |  |
|  |             | Thomas Schoorel       | 6                  | 3           | 6           |  |  |               | Thomas Schoorel       | Thomas Schoorel       | 3                     | 4             |   |   |              |                   |              |              |              |  |
|  | 7           | Austin Krajicek       | 2                  | 6           | 3           |  |  |               |                       |                       |                       |               |   |   |              |                   |              |              |              |  |

### Sezione 3
|  | Primo turno | Primo turno       | Primo turno       | Primo turno | Primo turno |  |  | Secondo turno | Secondo turno     | Secondo turno     | Secondo turno | Secondo turno |   |   | Ultimo turno | Ultimo turno      | Ultimo turno | Ultimo turno | Ultimo turno |  |
|  |             |                   |                   |             |             |  |  |               |                   |                   |               |               |   |   |              |                   |              |              |              |  |
|  | 3           | Ruben Bemelmans   | Ruben Bemelmans   | 6           | 7           |  |  |               |                   |                   |               |               |   |   |              |                   |              |              |              |  |
|  |             | Boy Westerhof     | Boy Westerhof     | 2           | 64          |  |  | 3             | Ruben Bemelmans   | Ruben Bemelmans   | 4             | 3             |   |   |              |                   |              |              |              |  |
|  |             | Kenny de Schepper | Kenny de Schepper | 6           | 6           |  |  |               | Kenny de Schepper | Kenny de Schepper | 6             | 6             |   |   |              |                   |              |              |              |  |
|  |             | Nicolás Jarry     | Nicolás Jarry     | 3           | 2           |  |  |               |                   |                   |               |               |   |   |              | Kenny de Schepper | 6            | 4            | 3            |  |
|  |             | Artem Sitak       | Artem Sitak       | 3           | 4           |  |  |               |                   | 6                 | Nicolas Mahut | 4             | 6 | 6 |              |                   |              |              |              |  |
|  |             | Jürgen Zopp       | Jürgen Zopp       | 6           | 6           |  |  |               | Jürgen Zopp       | Jürgen Zopp       | 2             | 4             |   |   |              |                   |              |              |              |  |
|  |             | Oliver Marach     | Oliver Marach     | 3           | 4           |  |  | 6             | Nicolas Mahut     | Nicolas Mahut     | 6             | 6             |   |   |              |                   |              |              |              |  |
|  | 6           | Nicolas Mahut     | Nicolas Mahut     | 6           | 6           |  |  |               |                   |                   |               |               |   |   |              |                   |              |              |              |  |

### Sezione 4
|  | Primo turno | Primo turno        | Primo turno        | Primo turno | Primo turno |  |  | Secondo turno | Secondo turno      | Secondo turno | Secondo turno | Secondo turno |   |   | Ultimo turno | Ultimo turno | Ultimo turno | Ultimo turno | Ultimo turno |  |
|  |             |                    |                    |             |             |  |  |               |                    |               |               |               |   |   |              |              |              |              |              |  |
|  | 4           | Tatsuma Itō        | Tatsuma Itō        | 6           | 6           |  |  |               |                    |               |               |               |   |   |              |              |              |              |              |  |
|  | WC          | Jelle Sels         | Jelle Sels         | 1           | 2           |  |  | 4             | Tatsuma Itō        | Tatsuma Itō   | 6             | 7             |   |   |              |              |              |              |              |  |
|  |             | Matt Reid          | Matt Reid          | 6           | 6           |  |  |               | Matt Reid          | Matt Reid     | 1             | 6(1)          |   |   |              |              |              |              |              |  |
|  |             | Tom Schonenberg    | Tom Schonenberg    | 4           | 4           |  |  |               |                    |               |               |               |   |   | 4            | Tatsuma Itō  | Tatsuma Itō  | 6            | 6            |  |
|  |             | Jordan Thompson    | Jordan Thompson    | 4           | 4           |  |  |               |                    |               | Jan Hernych   | Jan Hernych   | 4 | 4 |              |              |              |              |              |  |
|  |             | Jan Hernych        | Jan Hernych        | 6           | 6           |  |  |               | Jan Hernych        | 3             | 6             | 6             |   |   |              |              |              |              |              |  |
|  |             | Sebastian Lavie    | Sebastian Lavie    | 4           | 1           |  |  | 8             | Paul-Henri Mathieu | 6             | 3             | 4             |   |   |              |              |              |              |              |  |
|  | 8           | Paul-Henri Mathieu | Paul-Henri Mathieu | 6           | 6           |  |  |               |                    |               |               |               |   |   |              |              |              |              |              |  |